# Gajjarahalli, Sira
Gajjarahalli là một làng thuộc tehsil Sira, huyện Tumkur, bang Karnataka, Ấn Độ.